# Polygala calcarea
Polygala calcarea là một loài thực vật có hoa trong họ Polygalaceae. Loài này được F.W.Schultz miêu tả khoa học đầu tiên năm 1837.